# Прапор Лівану

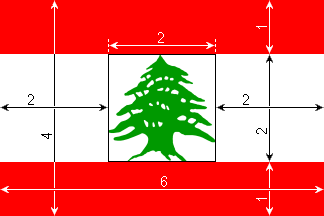
Конструкція ліванського прапора

Пропорції: 2:3. Смуги червоного та білого кольорів. У центрі прапора на білій смузі поміщено зображення кедра зеленого кольору. Прийнятий у 1943 році. Червоний колір символізує кров, що була пролита під час боротьби за незалежність, білий — чистоту й мир. Кедр — традиційний символ Лівану, котрий також пов'язаний з християнством (див. Псалом 91:13 — «Праведник квітне, як пальма, височить мов кедри на Лівані»). Кедр є також символом безсмертя. У XVIII ст. кедр стає символом християнської секти Маронітів, що розповсюдила свій вплив переважно у Сирії та Лівані. Пізніше, коли Ліван став частиною французьких володінь, використовувався французький триколор із зображенням кедра у центрі прапора. Білий колір прапора став означати чистоту снігу ліванських гір (ширше — чистоту помислів народу країни), червоний — кров, що була пролита у боротьбі проти оттоманських, французьких та інших колонізаторів.